# Stade Sylvio Cator
Das Stade Sylvio Cator (Haitianisch-Kreolisch Estad Sylvio Cator) ist ein Fußballstadion in der haitianischen Hauptstadt Port-au-Prince. Der Name geht auf den haitianischen Leichtathleten Silvio Cator (1900–1952), der am 31. Juli 1928 bei den Olympischen Sommerspielen im Finale mit 7,58 m Silber im Weitsprung gewann und wenige Wochen später, am 9. September in Paris, in derselben Disziplin mit 7,93 m einen neuen Weltrekord aufstellte.

## Geschichte
Die Anlage bot 30.000 Zuschauern Platz. Heute sind es noch die Hälfte. Das Erdbeben von 2010 zerstörte den Komplex teilweise. Im Innern wurde eine Zeltstadt für Erdbebenopfer errichtet. Eine Renovierung war im August 2011 noch im Gange. Mitte der 2010er Jahre wurde es auch als Marktplatz genutzt.